# Giao hưởng số 1 (Richard Strauss)
Giao hưởng số 1, cung Rê thứ  là bản giao hưởng đầu tay của nhà soạn nhạc người Đức Richard Strauss. Ông viết bản giao hưởng này khi mới có 16 tuổi. Tác phẩm này cùng với bản tứ tấu đàn dây số 1 của ông đều được trình diễn lần đầu tiên tại Munich vào năm 1881.